# 2007年2月逝世人物列表
2007年逝世人物列表：1月 - 2月 - 3月 - 4月 - 5月 - 6月 - 7月 - 8月 - 9月 - 10月 - 11月 - 12月
下面是2007年2月逝世的知名人士列表：
2月28日
- 福特勳爵（Lord Forte），98歲，英國酒店大亨。[1]
- 彭桓武，92岁，中国物理学家。[2]
- 約翰·史密斯爵士（Sir John Smith），83歲，英國古蹟保育組織地標信託創辦人。[3]
- 亞瑟·小施萊辛格（Arthur M. Schlesinger, Jr.），89歲，美國著名歷史學家，曾獲普立茲獎，[4][5]

2月28日
- 楊敏坤，56歲，台灣企業家敏盛醫院負責人。

2月27日
- 黃荷華，94歲，台灣資深女性油畫家，[6]

2月24日
- 利榮森，91歲，前香港電視廣播有限公司董事及上海商業銀行董事。利希慎的第四子。[7][8]

2月23日
- 帕斯卡尔·约阿迪姆纳吉（Pascal Yoadimnadji），57歲，乍得總理（2005年2月至今）。[9]
- 馬兆駿，48歲，台灣知名創作歌手。[10]
- 貝爾古恩（英语：Heinz Berggruen），93歲，歐洲著名收藏家。[11]

2月22日
- 傑利科伯爵（Earl Jellicoe），88歲，英國政治家及商人，前掌璽大臣。[12]
- 丹尼斯·約翰遜（Dennis Johnson），52歲，NBA波士顿凯尔特人队冠軍後衛。[13]

2月21日
- 岩崎考司（日语：岩崎考司），28歲，日本Purple software社知名畫師。[14]

2月19日
- 許財利，60歲，台灣基隆市市長。[15]

2月17日
- 胡宏，90歲，中共福建省委原常務書記、原中共福建省顧問委員會主任 [16]

2月16日
- 舒暢，83歲，原名舒揚，台灣著名軍中作家。[17]

2月15日
- 汪平雲，40歲，中華民國行政院蒙藏委員會委員，[18][19]
- 羅伯特·阿德勒（Robert Adler），93歲，電視遙控器發明人。[20]

2月12日
- 楊祥發（Shang-Fa Yang），76歲，中華民國中央研究院第一十九屆(生命科學組)院士。中央研究院（页面存档备份，存于）</ref>

2月11日
- 黃海岱，107歲，台灣布袋戲國寶級藝人。[21][22]

2月10日
- 郑多彬，27岁，韩国女演员。[23][24]

2月8日
- 楊啟彥，66歲，前香港政府高級官員、前九鐵主席兼行政總裁、前職業訓練局主席。 [25]
- 安娜·妮高·史密斯（Anna Nicole Smith），39歲，1993年《花花公子》年度玩伴。[26][27][28]

2月7日
- 陳煒恆，45歲，澳門歷史文化研究學者。[29]

2月5日
- 崔殷泽，66岁，韩国足球教练。[30]
- 劉來欽，83歲，台灣企業家，以沙茶醬聞名。[31]

2月2日
- 大杉君枝（日语：大杉君枝），43歲，日本女主播。[32]

2月1日
- 鄧平壽，52歲，中國梁平縣虎城鎮黨委書記。[33]